# 岷县高原鳅
岷县高原鳅（学名：Triplophysa minxianensis）为輻鰭魚綱鯉形目條鳅科高原鳅属的鱼类，是中国的特有物种。分布于岷县洮河上游，體長可達22.5公分。该物种的模式产地在岷县洮河。其种加词“minxianensis”意为“岷县的”。

## 扩展阅读
- 黄河土著鱼类列表